# 買ッテ来ルゾト勇マシク
『買ッテ来ルゾト勇マシク』（かってくるぞといさましく）は、1973年6月3日から同年9月30日まで日本テレビ系列局で放送された読売テレビ製作のゲームバラエティ番組である。全16回。放送時間は毎週日曜 19時30分 - 20時00分 (JST) 。
タイトルは軍歌「露営の歌」の歌い出しをもじったもので、同曲の替え歌をテーマソングに用いていた。

## 概要
芸能人と一般視聴者がペアになって（末期は全て芸能人）、50万円相当の買い物に挑戦するゲーム番組として放送された。きっかり50万円分買わないと買い物した全商品を獲得できないとのルールが本番組の特色である。
大阪・読売テレビの製作であるが、出演者のスケジュールに配慮して、フジテレビでの収録だった。

## 出演者

### 司会
- 坂本九
- 柏木由紀子

柏木は当時妊娠中であり、本番組が終了して1週間後の10月7日に長女・大島花子を出産した。いつまで司会を担当したかは不明だが、末期は坂本が単独で司会を務めた。

### 各回のゲスト
1. 酒井和歌子、由美かおる、ケーシー高峰
2. 野口五郎、谷啓 他
3. 小山ルミ、桂三枝（現：六代目桂文枝） 他
4. 小柳ルミ子、なべおさみ、小野ヤスシ
5. 加山雄三、初代林家三平 他
6. ハナ肇、正司敏江・玲児 他
7. うつみみどり（現：宮土理）、コメディNo.1 他
8. ストレートコンビ 他
9. 桂菊丸・泉アキ夫妻、坂上二郎 他
10. 鈴木ヒロミツ、せんだみつお、岸ユキ 他
11. 川口浩・野添ひとみ夫妻、黒澤久雄、一谷伸江 他
12. 牧村三枝子、コント0番地、天地総子 他
13. 牧伸二、レツゴー三匹、毒蝮三太夫 他
14. かしまし娘、田辺一鶴 他
15. 海原お浜・小浜、西口久美子 他
16. 水森亜土、福地泡介、芦屋雁之助、芦屋小雁、長門裕之・南田洋子夫妻

## ルール
出場者は、芸能人と一般視聴者のペアが3組。コーナーは大別して「買い物コーナー」と「キャッシュコーナー」の2つがあり、さらに「買い物コーナー」は商品によって3つに分けられていた。

### 買い物コーナー
3つともルールは同じで、画面向かって右からベルトコンベアーに流れてくる商品の中から好きな商品が有ったら、自分の席まで自分で持っていく。ゲーム開始時に坂本が「買い物、スタート!!」（後に「ベルト、スタート!!」）とコールする。なお商品が買えるのは商品が見えている間で、商品が見えなくなったら、「あの商品、欲しかったな」と思っていても、もう買うことはできない。商品はコーナーによって、次の3種類に分けられる。
- 第1コーナー…家庭用商品を買うコーナー。
- 第2コーナー…「いじわるコーナー」と銘打ち、便器・墓石といった（当時）値段が全く分からない物を買うコーナー。
- 第3コーナー…お宝グッズ（著名人が使った物）を買うコーナー（末期は高級品に変更）。なお途中で獲得合計額が45万円を越えると「パフパフパフ!!」とラッパの音が出て、参加者の参考となる。

### キャッシュコーナー
調整のコーナー。まず出場ペアが前に出て、今までどれくらい買ったかを予想して口答する。
- この時、視聴者と観客のみに真の獲得合計額が見せられる。そのため、観客の「ウォーッ!!」とか「エーッ!?」といった歓声も充分参考になる。

その後、目の前に出された「キャッシュケース」（一万円札・五千円札・千円札・五百円札・百円札がそれぞれ10枚ずつ入っている）から、制限時間20秒の間に、代表者は紙幣を好きなだけ取っていく。
終わったら獲得合計額を発表し（ドラムロールと共に坂本がキャッシュを確認して「○万円が何枚」という風に金額を言って「合計金額いくら!!」と言う）、獲得合計額が50万円だったら「ピタリ賞」となってくす玉が割れて大量の紙吹雪・風船・紙テープが舞い、全品物を獲得。49万5,000円以上50万円未満だったら「スレスレ賞」となり、全品の中から5万円分だけ獲得（後期は1品だけ獲得）。50万円を越えたり49万5,000円未満だったら失敗、商品は獲得できない。

## 休止
- 7月22日は「プロ野球オールスターゲーム・第2戦」中継（大阪球場、読売テレビ制作、19:00 - 21:25）のため休止。
- 9月16日は急遽特別番組（不明）が編成されたため休止。そのため「お浜・小浜、西口 他」がゲストの回は、翌9月23日に回された。

## ネット局
| 放送対象地域  | 放送局         | 放送期間           | 系列                                        | 備考 |
| ------------- | -------------- | ------------------ | ------------------------------------------- | --- |
| 近畿広域圏    | よみうりテレビ | 日曜 19:30 - 20:00 | 日本テレビ系列                              | 制作局 |
| 関東広域圏    | 日本テレビ     | 日曜 19:30 - 20:00 | 日本テレビ系列                              | |
| 北海道        | 札幌テレビ     | 日曜 19:30 - 20:00 | 日本テレビ系列                              | |
| 青森県        | 青森放送       | 日曜 19:30 - 20:00 | 日本テレビ系列                              | |
| 岩手県        | テレビ岩手     | 日曜 19:30 - 20:00 | 日本テレビ系列                              | |
| 秋田県        | 秋田放送       | 日曜 19:30 - 20:00 | 日本テレビ系列                              | |
| 山形県        | 山形放送       | 日曜 19:30 - 20:00 | 日本テレビ系列                              | |
| 宮城県        | ミヤギテレビ   | 日曜 19:30 - 20:00 | 日本テレビ系列                              | |
| 富山県        | 北日本放送     | 日曜 19:30 - 20:00 | 日本テレビ系列                              | |
| 福井県        | 福井放送       | 日曜 19:30 - 20:00 | 日本テレビ系列                              | |
| 中京広域圏    | 中京テレビ     | 日曜 19:30 - 20:00 | 日本テレビ系列                              | |
| 鳥取県 島根県 | 日本海テレビ   | 日曜 19:30 - 20:00 | 日本テレビ系列                              | 当時、事実上NETテレビ系列とのクロスネット                                                                   |
| 香川県        | 西日本放送     | 日曜 19:30 - 20:00 | 日本テレビ系列                              | |
| 広島県        | 広島テレビ     | 日曜 19:30 - 20:00 | 日本テレビ系列 フジテレビ系列               | |
| 山口県        | 山口放送       | 日曜 19:30 - 20:00 | 日本テレビ系列                              | |
| 徳島県        | 四国放送       | 日曜 19:30 - 20:00 | 日本テレビ系列                              | |
| 愛媛県        | 南海放送       | 日曜 19:30 - 20:00 | 日本テレビ系列                              | |
| 高知県        | 高知放送       | 日曜 19:30 - 20:00 | 日本テレビ系列                              | |
| 福岡県        | 福岡放送       | 日曜 19:30 - 20:00 | 日本テレビ系列                              | |
| 長崎県        | テレビ長崎     | 日曜 19:30 - 20:00 | 日本テレビ系列 フジテレビ系列               | |
| 大分県        | テレビ大分     | 日曜 19:30 - 20:00 | 日本テレビ系列 NETテレビ系列 フジテレビ系列 | |
| 熊本県        | テレビ熊本     | 日曜 19:30 - 20:00 | 日本テレビ系列 NETテレビ系列 フジテレビ系列 | |
| 鹿児島県      | 鹿児島テレビ   | 日曜 19:30 - 20:00 | 日本テレビ系列 NETテレビ系列 フジテレビ系列 | |
| 宮崎県        | テレビ宮崎     | 日曜 19:30 - 20:00 | フジテレビ系列                              | 当時形式上は単独加盟で、 ANN・NNNへの加盟は後年だが、 番組編成上はすでにニュースを含めた3系列クロスだった。 |
| 沖縄県        | 沖縄テレビ     | 日曜 13:30 - 14:00 | フジテレビ系列                              | |